# Réservoir Ridgway
Le réservoir Ridgway (en anglais : Ridgway Reservoir) est un lac de barrage américain dans le comté d'Ouray, au Colorado. Situé sur le cours de l'Uncompahgre, il est protégé au sein du parc d'État Ridgway.